# Картерет, Джордж
Джордж Картерет (между 1609 и 1617 (обычно считается, что 1610), остров Джерси — январь 1680, колония Нью-Джерси, ныне в составе США) — адмирал, нормандский и английский государственный деятель, приверженец династии Стюартов, губернатор острова Джерси и английской колонии Нью-Джерси.

## Биография
Джордж де Картерет (George de Carteret) родился на острове Джерси, входящем в состав Островной Нормандии — осколка средневекового Нормандского герцогства. Его родители — земельные арендаторы Элье де Картерет (Elias de Carteret, тж. Helier de Carteret) и Элизабет Дюмарез (Elizabeth Dumaresq) — были франкоязычными старожилами Джерси; вероятно, потомками норманнов. Под влиянием Элье де Картерета, сын Джордж с юных лет обучался морскому делу. В 1639 году он стал комптроллером английского военно-морского флота — и тогда же легкомысленно отринул приставку де, сочтя её «слишком французской». Вскоре он принял участие в военной экспедиции против пиратов Танжера. Экспедиция оказалась весьма успешной, 3000 христианских пленников обрели свободу.
В 1640 году ушли из жизни Элье де Картерет и Элизабет Дюмарез. В том же году Джордж обвенчался в часовне джерсийского замка Мон-Оргёйль со своей кузиной Элизабет де Картерет (Elizabeth de Carteret), дочерью Филиппа II де Картерета (Philippe de Carteret II, 1584—1643), 3-го сеньора нормандского острова Сарк.
1641 год Джордж Картерет был назначен 3-м морским лордом (Third Sea Lord). Когда 22 ноября 1641 года Палата общин Долгого парламента приняла Великую ремонстрацию (демагогический документ, исчислявший как действительные, так и мнимые «злоупотребления королевской власти»), — Картерет сохранил верность Стюартам. Уволившись в 1642 году из военно-морского флота и эвакуировав жену и новорожденного сына на Джерси, он вступил в королевскую гвардию. Во время Гражданской войны Картерет активно участвовал в боевых действиях на стороне короля Карла I. В 1643 году он сменил своего вернувшегося в Англию дядю и тестя сэра Филиппа II де Картерета на посту помощника шерифа острова Джерси и в том же году получил назначение королевским вице-губернатором (lieutenant governor) острова. После того, как ему удалось одержать верх над Парламентской фракцией на острове, Джордж был в 1644 году назначен вице-адмиралом «Джерси и морских смежных областей» — и на основании этой должности продолжил активные занятия капёрством от имени роялистов, используя родной остров как оперативную базу. Он сформировал милицию и построил несколько сторожевых башен по берегам острова. Революционный Парламент заклеймил Картерета позором как «пирата» и исключил его из списка на будущую амнистию. Его правление на Джерси было жёстким, но весьма эффективным для острова: он развил его ресурсы и сделал его убежищем для роялистов, среди которых в 1646 году и затем снова в 1649—1650 году находился принц Карл, который посвятил Картерета в рыцари и даровал ему титул баронета. После того, как в Лондоне был обезглавлен Карл I Стюарт, — вице-адмирал и вице-губернатор Джордж Картерет позаботился обеспечить легитимную преемственность английской власти. 17 февраля 1649 года он торжественно провозгласил в соборе джерсийского города Сент-Хелиер юного принца Карла — королём Карлом II. В 1650 году, с учётом заслуг Картерета, Карл предоставил ему во владение «определённый остров и смежные островки около Вирджинии в Америке», которые следовало назвать Нью-Джерси, но никакого законодательного утверждения этого предоставления произведено не было. 12 декабря 1651 года Картерет после семи недель осады был вынужден сдать Джерси силам революционного Парламента — и затем присоединился к изгнанникам-роялистам во Франции, где какое-то время служил капитаном французского военно-морского флота. В 1652 году он нанёс поражение испанскому флоту, блокировавшему Бордо. Сделавшись личным врагом кардинала Мазарини (симпатизировавшего диктатору Кромвелю), Картерет в 1657 года угодил во французскую тюрьму, а по выходе на свободу, в тот же год удалился в Венецию. Затем он присоединился к Карлу II, нашедшему приют в Голландии.
После поражения Английской революции, открывшего эпоху Реставрации, Картерет возвратился в Англию. Он присутствовал при торжественной коронации Карла II 29 мая 1660 года. А 30 мая был назначен членом Тайного совета Его Величества. В дальнейшем, он был депутатом в парламенте от Портсмута, а также служил вице-камергером королевского двора — должность, на которую он был назначен в 1647 году. С 1661 по 1667 годы он был казначеем военно-морского флота. Он сыграл важную роль во время Англо-Голландской войны, но его халатность в отношении хранения отчётов привела к тому, что он стал порицаем парламентом. В 1667 году он стал заместителем казначея Ирландии. Картерет продолжал, тем не менее, высоко цениться королём и впоследствии был назначен одним из комиссаров Адмиралтейства и членом министерства торговли и плантаций. Он принадлежал к группе придворных, заинтересованных в колонизации Америки, и был одним из восьми Лордов-собственников, которым Карл II предоставил земли Каролины грантами 1663 и 1665 годов.
В 1664 году Джеймс, герцог Йоркский, выразил согласие, чтобы часть его североамериканской территории между реками Гудзон и Делавэр была передана сэру Джорджу Картерету и Джону, лорду Беркли, и чтобы в честь родины Картерета эта область получила название «Нью-Джерси». Родственник сэра Джорджа, Филипп Картерет (ум. 1682), стал губернатором этой земли в 1665 году, но временно отстранён в 1672 году недовольными колонистами, которые выбрали Джеймса Картерета (возможно, сына сэра Джорджа) «президентом». Филип Картерет вернулся к своей должности в 1674 году. В этом году лорд Беркли избавился от своей доли земель, которая подпала под контроль Вильяма Пенна и его партнёров. С ними Картерет договорился (в 1676 году) о границе, которая разделила колонию на Восточное и Западное Джерси. Два года спустя после смерти Джорджа наследники передали его активы в Нью-Джерси Пенну и другим квакерам.
В 1672 году, в морском сражении при Солебее, во время очередной англо-голландской войны, погиб старший сын Джорджа Картерета, Филипп.